# Chuck Wagner
Chuck Wagner (* 20. Juni 1958 in Nashville, Tennessee) ist ein US-amerikanischer Schauspieler.

## Leben
Wagner studierte Schauspiel an der University of Alabama, wo er während seines Studiums bereits Rollen wie Judas in Godspell, Lancelot in Camelot, Pentheus in Die Bakchen und König Ferdinand in Verlorene Liebesmüh spielte und 1977 einen Preis als bester Freshman erhielt. Auch in den Semesterferien trat er in Theateraufführungen auf und lernte dabei seine spätere Ehefrau kennen. Wagner wechselte an die University of Southern California, nachdem er erste Rollenangebote an der Westküste der USA erhalten hatte.
Sein erstes professionelles Engagement hatte er als Lancelot in einer Produktion des Musicals Camelot des Sacramento Music Circus; es folgte die Rolle des Curly in einer Produktion von Oklahoma! im Starlight Bowl von San Diego. 1984 folgte sein Broadwaydebüt als Athos im Revival von William Anthony McGuires auf Alexandre Dumas’ Die drei Musketiere basierenden Originalproduktion von 1928. Das Revival floppte jedoch und wurde nach einer Woche abgesetzt. In den folgenden Jahren spielte er die Rolle des Javert in Les Misérables sowohl am Broadway, als auch im Tourneetheater. Bei einem Casting für Into the Woods in New York City spielte er vor Stephen Sondheim und erhielt die Rolle des Prinzen in der Originalproduktion. Er trat auch bei dieser Produktion im Tourneetheater auf. Es folgte ein Broadway-Engagement als Biest im Musical Die Schöne und das Biest.  2004 bis 2005 spielte er im Musical Dracula.
Wagners Premiere im US-amerikanischen Fernsehen erfolgte 1982; bis 1983 war er als Randall Thompson in der Seifenoper General Hospital zu sehen. Nach einigen Gastauftritten erhielt er 1983 die Titelrolle in der Actionserie Automan von Erfolgsproduzent Glen A. Larson; diese entpuppte sich jedoch als Flop und wurde nach nur zwölf ausgestrahlten Folgen eingestellt. Seine Fernsehkarriere erholte sich von diesem Rückschlag nicht mehr, es folgten nur noch vereinzelte Gast-Engagements. Mitte der 1980er Jahre spielte Wagner die Hauptrollen in zwei Low-Budget-Filmen, zunächst im Science-Fiction-Film America 3000; danach folgte The Sisterhood vom philippinischen Regisseur Cirio H. Santiago.
Wagner ist verheiratet, hat zwei Kinder und lebt seit Mitte der 2000er Jahre in Pensacola.

## Filmografie (Auswahl)

### Film
- 1986: America 3000
- 1988: The Sisterhood

### Fernsehen
- 1982–1983: General Hospital
- 1983: Ein Duke kommt selten allein (The Dukes of Hazzard)
- 1983–1984: Automan
- 1984: Liebe, Lüge, Leidenschaft (One Life to Live)
- 1986: Der Denver-Clan (Dynasty)
- 1991: Matlock
- 1998: All My Children

## Broadway
- 1984: Die drei Musketiere (The Three Musketeers)
- 1987–1989: Into the Woods
- 1994–2007: Die Schöne und das Biest (Beauty and the Beast)
- 2003: Les Misérables
- 2004–2005: Dracula